# 小森陽一 (作家)
小森 陽一（こもり よういち、1967年5月4日 - ）は、日本の男性小説家、漫画原作者、脚本家。
佐賀県伊万里市出身で現在は福岡市在住。A型。

## 略歴
佐賀県立伊万里高等学校（松尾剛と同期）を経て大阪芸術大学芸術学部映像学科卒業。東映助監督、テレビ製作会社勤務を経て作家活動を始める。
作品のテーマとして海上保安庁を取り上げることが多く、原案を提供した『海猿』は後にテレビドラマ化、実写映画化もなされた。2008年に海洋に関する創作活動の功績を讃え、第1回海洋立国推進功労者表彰を受賞した。
映像監督としても活動している。

## 作品

### 漫画
- 海猿（原作・漫画：佐藤秀峰、1999年 - 2001年、『週刊ヤングサンデー』、小学館）- 原案のみ担当。小森のオフィシャルサイトでは『原作』と表記[3]。
- 極リーマン（作画：岩田やすてる、2002年、『週刊ヤングサンデー』、小学館）- オフィスプラカ名義
- モンガの大地（作画：菊田洋之、2002年 - 2005年、『小学四年生』→『小学五年生』、小学館）
- 我が名は海師（作画：武村勇治、2004年32号 - 2008年4・5合併号、『ビッグコミックスピリッツ』、小学館）
- トッキュー!!（作画：久保ミツロウ、2004年 - 2008年、『週刊少年マガジン』、講談社）
- 出場!!ハイパーレスキュー隊（作画：佐藤せいじ、2005年、『週刊少年マガジン』、講談社）
- マッシュGO!!（作画：米林昇輝、2009年 、『週刊少年マガジン』、講談社）
- S -最後の警官-（作画：藤堂裕、2009年 - 2016年、『ビッグコミック』、小学館）
- 天神-TENJIN- （ネーム：田岡宗晃、作画：杉江翼、2013年 - 2019年、『ジャンプLIVE』→『少年ジャンプ+』、集英社）
- ふしぎの国の波平さん（作画：畑優以、2017年44号 - 2018年29号、『週刊ヤングジャンプ』、集英社）
- BORDER66（作画：藤堂裕、2019年12号 - 2022年11号[4]、『グランドジャンプ』、集英社）
- GIGANTIS-ジャイガンティス-（作画：橘賢一、2021年17号[5] - 2023年15号[6]、『グランドジャンプ』、集英社）
- The MapMakers（作画:竹谷州史、2020年10月15日 - 2022年10月10日、『マンガ5』、レベルファイブ）

### 映画
- 252 生存者あり（2008年） - 原作・脚本
- DOG×POLICE 純白の絆（2011年） - 原案

### 劇場アニメ
- 放課後ミッドナイターズ（2012年） - 脚本

## 作品のメディア展開

### 映画
- 海猿 -ウミザル-（2004年） - 原案
- LIMIT OF LOVE 海猿-UMIZARU- （2006年） - 原案
- THE LAST MESSAGE 海猿-UMIZARU-（2008年） - 原案
- BRAVE HEARTS 海猿-UMIZARU-（2011年）- 原案
- S -最後の警官- 奪還 RECOVERY OF OUR FUTURE（2015年） - 原作
- オズランド 笑顔の魔法おしえます。（2018年） - 原作

### テレビドラマ
- ハイビジョンサスペンス「海猿〜うみざる」・「海猿2」
- 海猿 UMIZARU EVOLUTION（2005年） - 原案
- S -最後の警官-（2014年） - 原作

## 著書

### 小説
- DOG×POLICE 警視庁警備部警備第二課装備第四係（2011年8月19日、集英社文庫、ISBN 978-4-08-746733-8）
- 銀色の巨人（『STORY BOX』〈小学館〉VOL.38 - 44 連載）
- 天神シリーズ
  - 天神（2013年3月19日、集英社文庫、ISBN 978-4-08-745053-8）
  - 音速の鷲（2014年10月17日、集英社文庫、ISBN 978-4-08-745242-6）
  - イーグルネスト（2014年12月16日、集英社文庫、ISBN 978-4-08-745265-5）
  - ブルズアイ（2017年9月20日、集英社文庫、ISBN 978-4-08-745640-0）
  - 風招きの空士/天神外伝（2016年10月20日、集英社文庫、ISBN 978-4-08-745506-9）
- オズの世界（2015年11月20日、集英社文庫、ISBN 978-4-08-745386-7）

### その他
- 海上保安官になるには（2004年、ぺりかん社、なるにはBooks 121、ISBN 978-4-8315-1077-8）
- ULTRA WORLD COLLECTION 〜よみがえるVOLKS Jr.ULTRA WORLDの世界〜（2007年、講談社、ISBN 978-4-06-364707-5）

## リンク
- 公式ウェブサイト
- 小森陽一オフィシャルブログ「一期一会」 - Ameba Blog
- 小森陽一 (yoichi.komori67) - Facebook
- 小森陽一 (yoichi.komori.1967) - Facebook（旧）
- 小森陽一 (@yoichikomori) - Instagram
- 作家・脚本家小森陽一 - YouTubeチャンネル